# Abrus precatorius
Abrus à chapelet, Pois rouge, Haricot paternoster
Espèce
Classification phylogénétique
Abrus precatorius, en français Abrus à chapelet, Pois rouge ou Haricot paternoster, est une espèce de plantes à fleurs de la famille des Fabaceae. C'est un arbuste originaire de l'Ancien Monde. C'est une plante grimpante à graines rouge et noir hautement toxiques.

## Noms vernaculaires ou locaux
Cascavelle, liane réglisse, graine l'église, graine de jéquirity, zyé a krab (créole : « œil de crabe »)...azénoukoun (« œil de sorcier » en langue fon parlée au Bénin).
"Ditso la djini" (œil du diable) aux Comores.

## Description
Cette liane est une plante grimpante dicotylédone ligneuse à feuilles caduques, qui peut atteindre 5 mètres en hauteur et 6 à 9 mètres de long. Elle forme de nombreuses tiges volubiles prenant pour support de grands arbres. 

Les feuilles composées, alternes et paripennées, ont de 8 à 17 paires de folioles membraneuses, oblongues ou oblongues-obovales. 

Les inflorescences sont longues de 2 à 7 cm[réf. nécessaire] ; la corolle, avec un large étendard, est rose à pourpre, parfois blanche. 

Les fruits sont des gousses qui souvent se mêlent, s'entortillent en grappe et renferment de 3 à 7 graines très dures,, d'abord roses puis écarlates avec une tache noire près du hile.

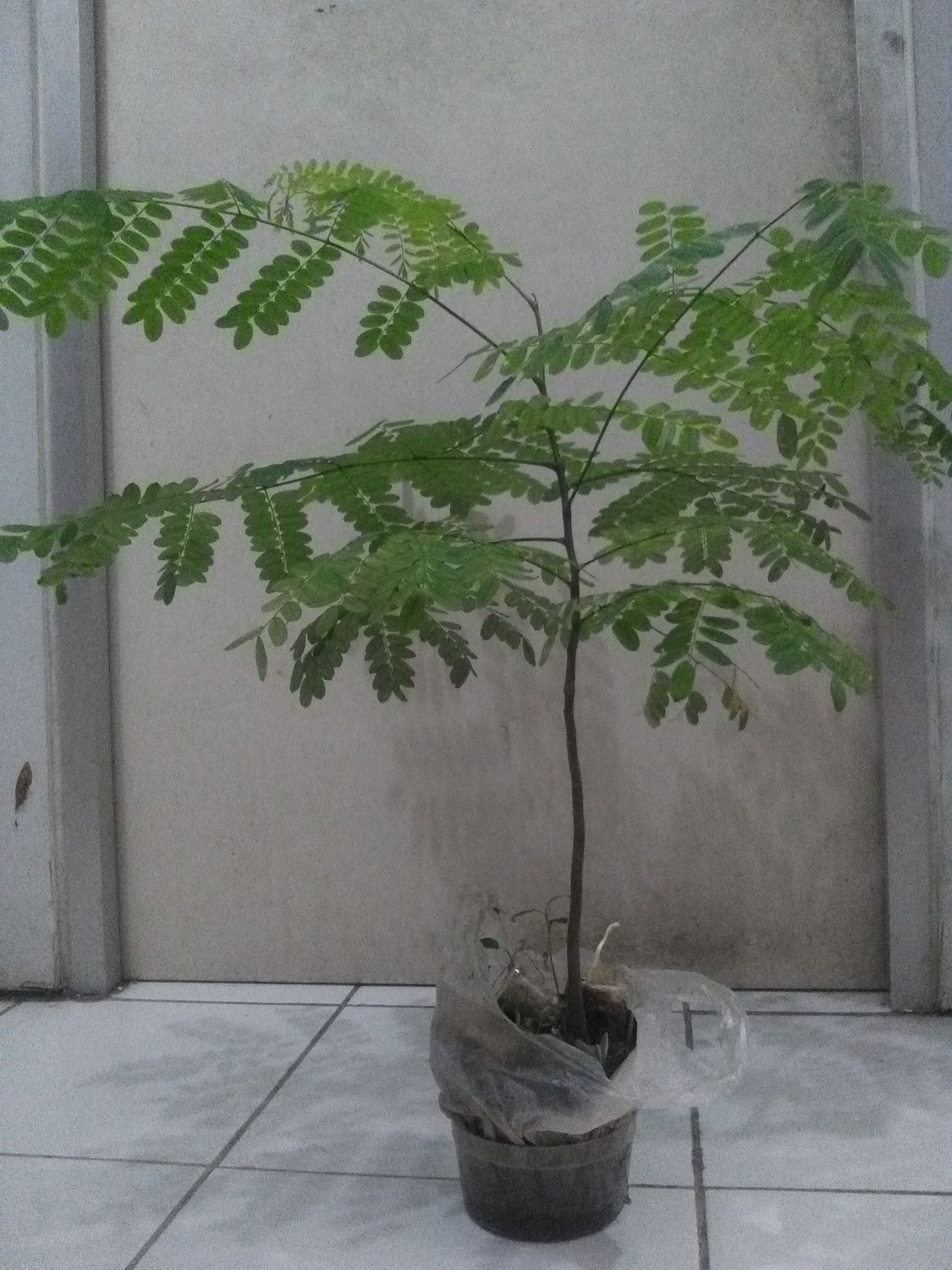
Jeune plant.
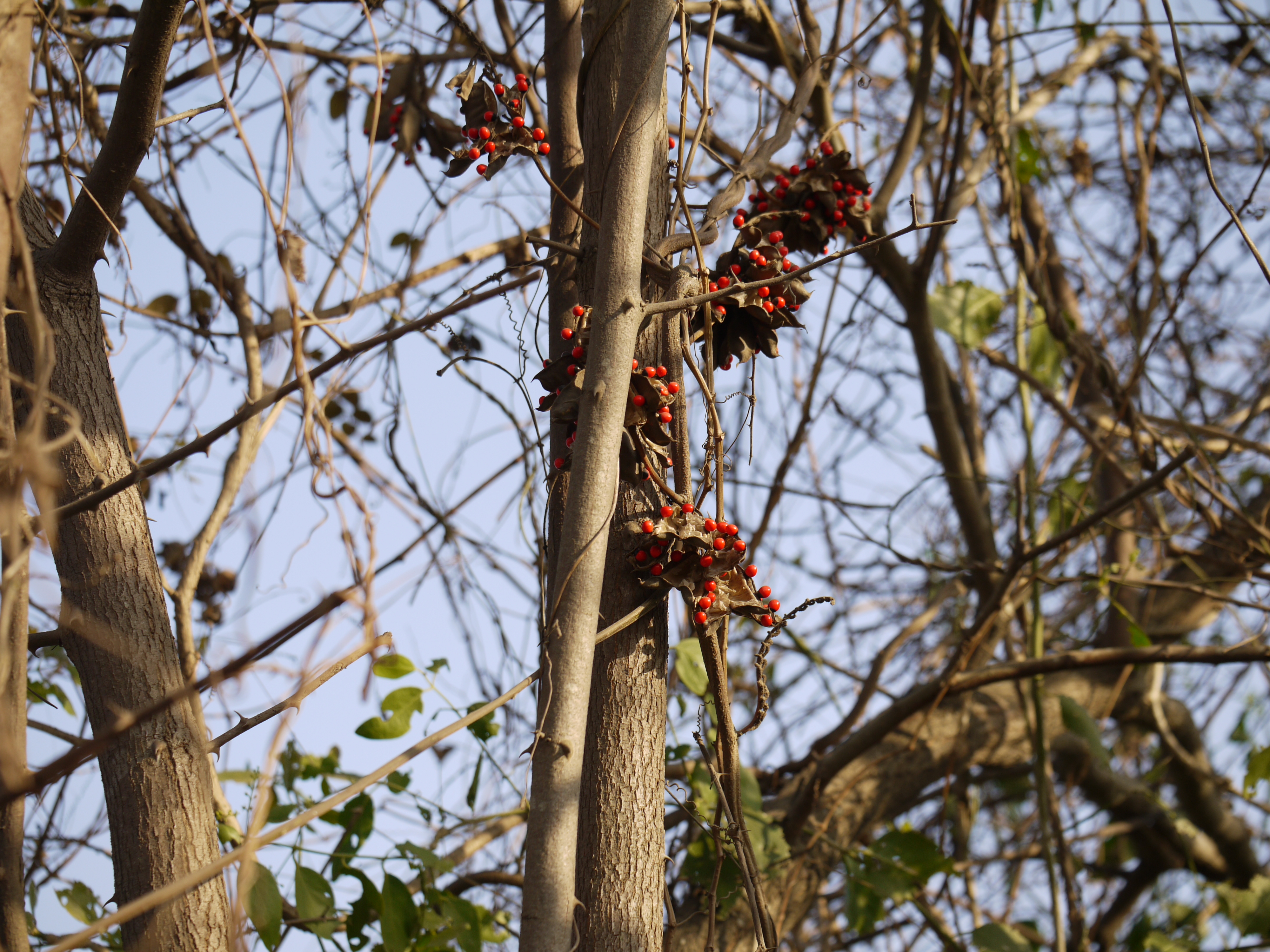
Plante mature grimpante.
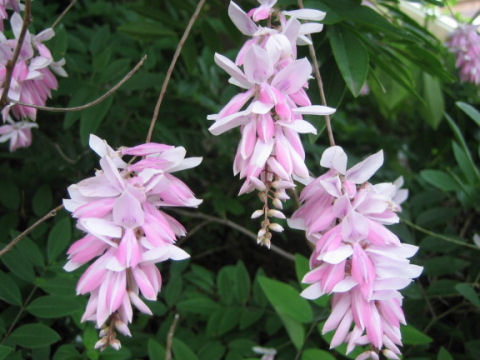
Fleurs.
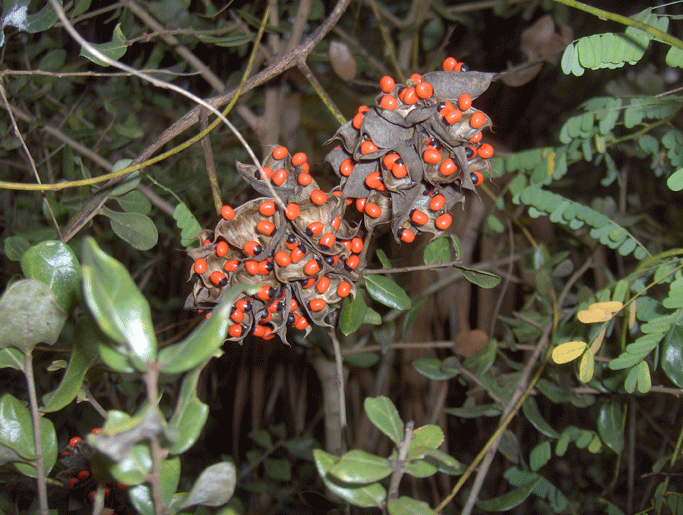
Graines dans leurs gousses..
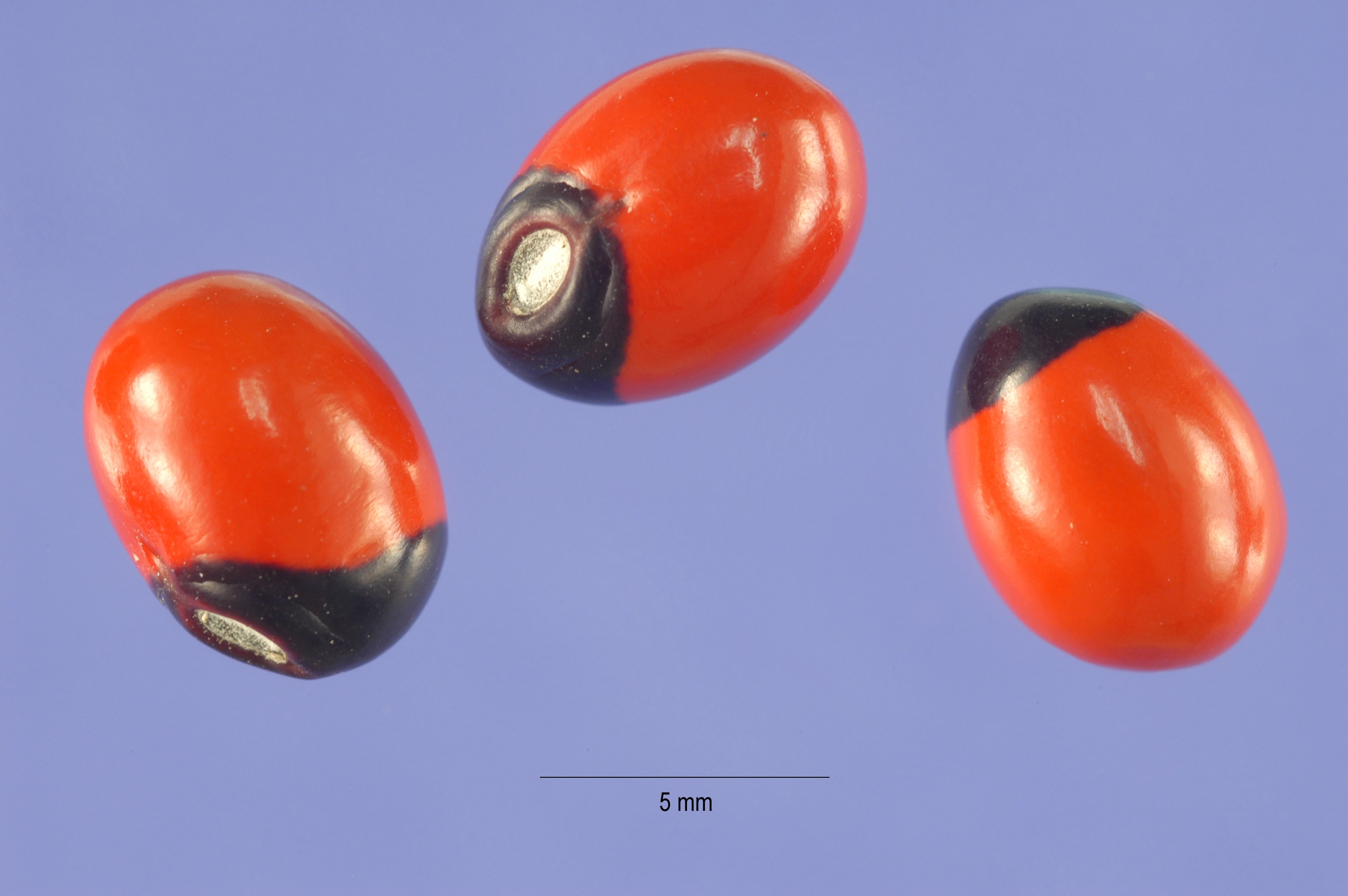
Détail des graines.

### Confusion
La graine est aisément confondue avec celles de :
- Adenanthera pavonina, Cardinalier ou Bois de condori[7], également rouge mais sans point noir, l'arbre étant lui aussi présent aux Antilles où sa graine est elle aussi (comme celle de l'A. precatorius) appelée « Graine L'Eglise »[8] ;
- ''Adenanthera bicolor'' (en)[8],[9],[10] (synonyme : Adenanthera aglaosperma[11]), espèce menacée[12] originaire du Sri Lanka : sa graine a elle aussi un point noir[8],[13].

## Répartition
La plante est originaire des régions tropicale de l'Ancien Monde (Afrique, Asie), d'Australie et d'îles du Pacifique. Son aire de répartition actuelle s'est élargie aux régions tropicales du Nouveau Monde, et on la trouve maintenant, notamment en Nouvelle-Calédonie, à Mayotte, à Madagascar, à l'île Maurice, à l'île de la Réunion, à Hawaï, en Amérique du Sud, au Suriname, en Floride et aussi aux Antilles.

## Constituants chimiques
Feuille
glycyrrhizine (5-10 %), protéines (26,7 %).
Partie aérienne
abruquinone A, B, D, E, F et G (voir « quinone »).
Graine
abrine, stéroïdes (stigmastérol, bêta-sitostérol), saponosides triterpéniques, acide abrique, acide gallique, N-méthyl-tryptophane (de), terpènes, sucres, alcaloïdes.

## Toxicité et utilisations
Toxicité

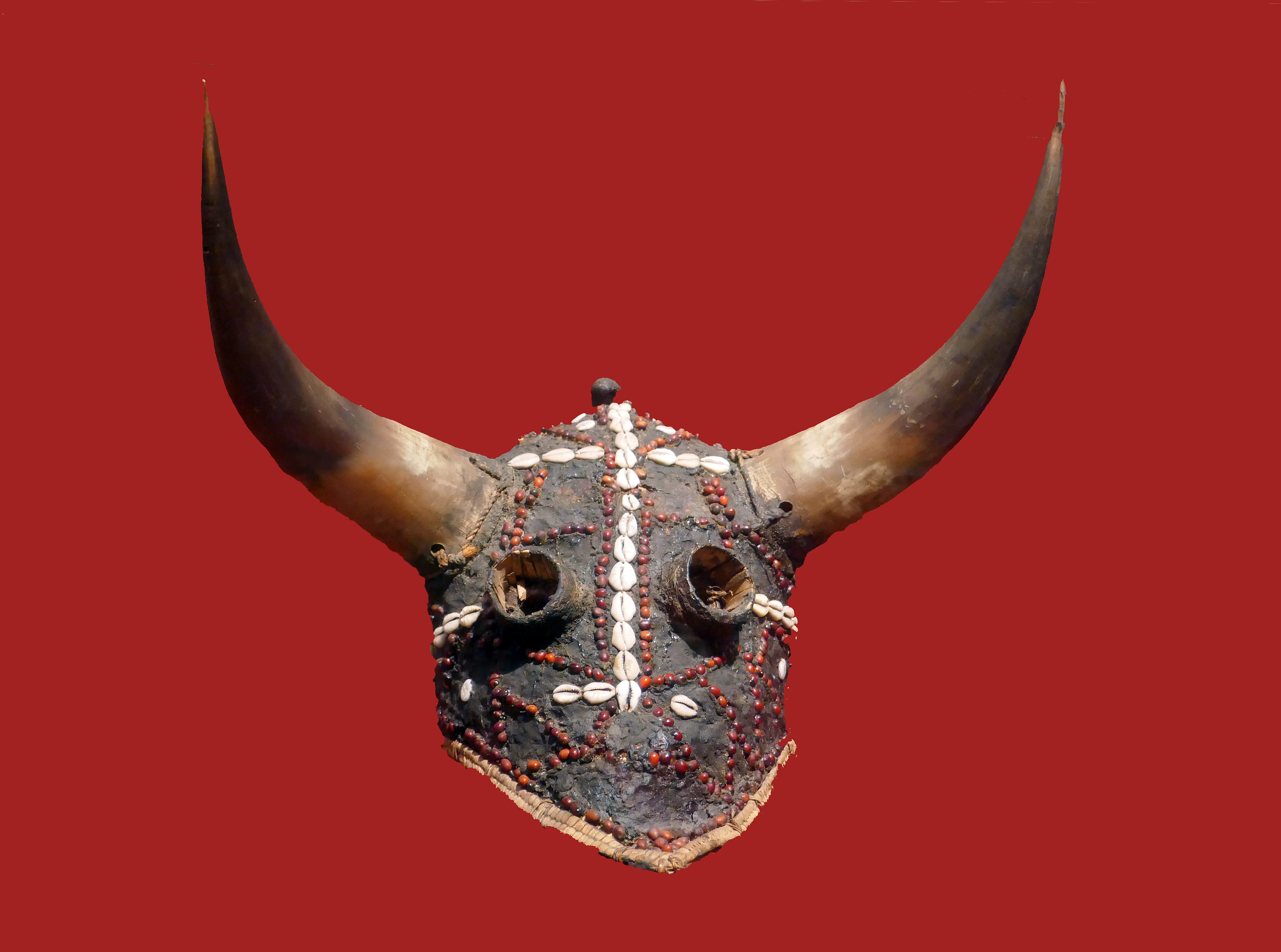
Utilisation des graines par les Diolas du Sénégal pour décorer un masque d'initiation.

La graine est hautement toxique. Elle contient de l'abrine, un ensemble de 5 glycoprotéines voisines de la ricine, qui en fait l'une des plantes les plus dangereuses au monde. Pour un enfant, croquer une seule graine peut être mortel.
La toxicité des graines était utilisée au Viet Nam, pour le suicide, d'où le nom vernaculaire "Tuong tu tu", et en Inde, pour les flèches empoisonnées[réf. nécessaire].
Médecine et consommation
L'abruquinone B est un antituberculeux, antiplasmodique et cytotoxique. L'abruquinone G est un antiviral et cytotoxique modéré. Les saponosides triterpéniques des parties aériennes présentent une activité anti-inflammatoire. Des extraits de tiges et de racines agissent en antiparasitaire contre les cestodes et les schistosomes. 1-Methyl-tryptophan est connu de longue date pour son action antitumorale, mais son fonctionnement reste inconnu. Une étude de 2018 en a déterminé le stéréoisomère potentiellement utile en immunothérapie.
L'abrine dans les graines servait autrefois pour traiter la conjonctivite granuleuse ou trachome. En Côte d'Ivoire, l'infusion de feuilles était utilisée contre les coliques et les feuilles hachées, en topique, pour guérir les conjonctivites et autres maux d'yeux. La plante entière fraîche ou séchée servait à traiter les affections des voix respiratoires (la toux, irritation de la gorge et des bronches).
En République démocratique du Congo, la plante entière (racines, tige et feuilles ensemble) est utilisée pour soigner les coliques abdominales des nouveau-nés. Les diarrhées infantiles sont traitées en donnant à boire l'eau dans laquelle on a écrasé des feuilles.
Dans certaines régions de l'Inde, les graines bouillies sont cependant consommées car la cuisson inactive la toxine[réf. nécessaire].
Dans les Caraïbes, tiges et racines sont consommées comme équivalent de la réglisse.
A Mayotte les feuilles entrent dans la composition d'un remède (qui inclut aussi Cissampelos pareira) contre le chagrin à la suite d'une perte.
Unité de mesure
Les graines, de par leur remarquable unicité de poids (1/10e de gramme), comme celles du caroubier, étaient utilisées en Afrique par les peuples Ashantis, Akan et du Ghana comme carat pour peser la poudre d'or. Cette pratique se répandit jusqu'en Inde. Elle donna naissance à une forme d'orfèvrerie raffinée, les graines ayant pour équivalent des poids à peser, représentant divers animaux ou objets, en fonction de l'atelier d'origine.
Instrument de musique

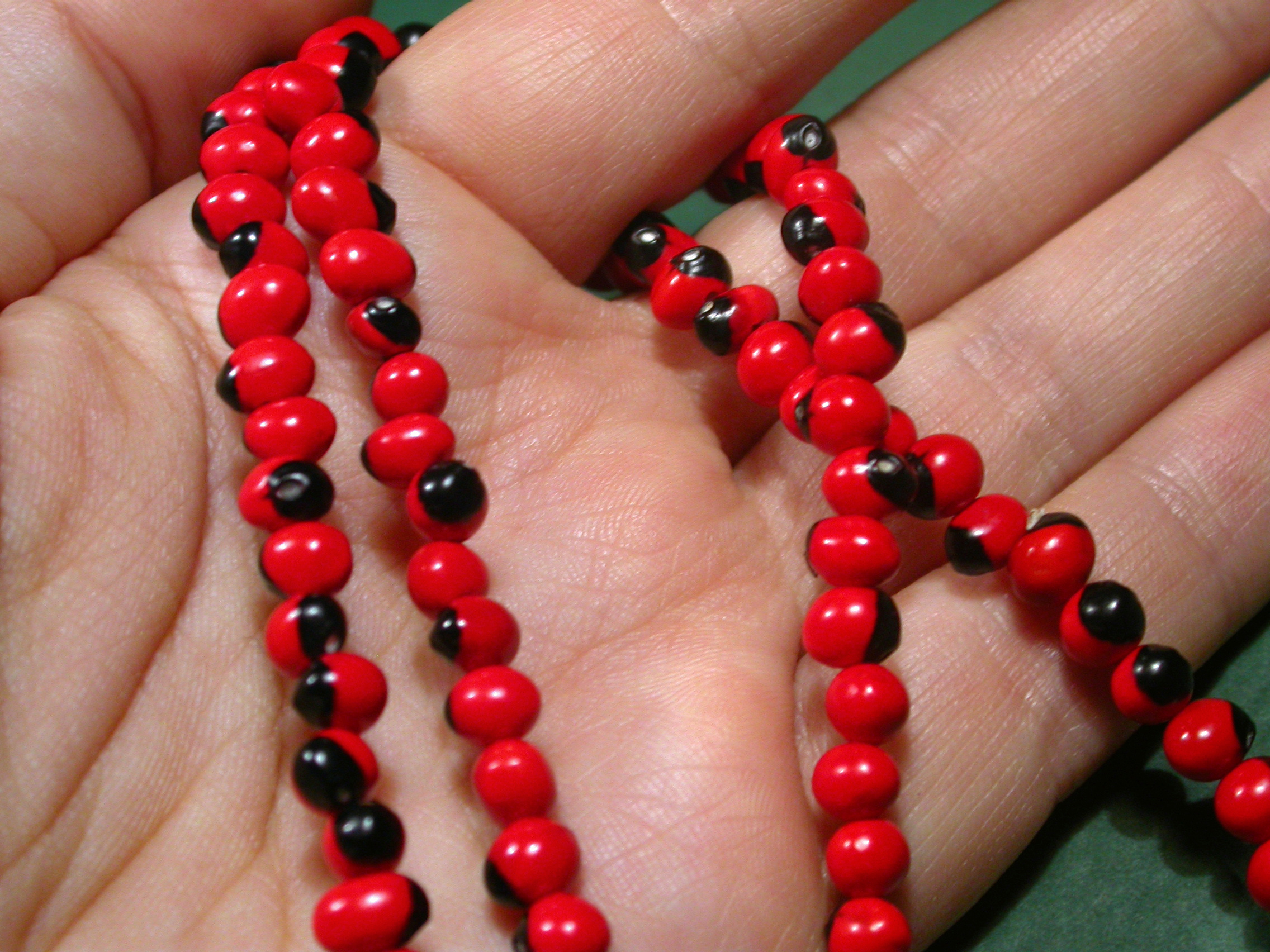
Collier de graines enfilées.

À La Réunion, les graines sont aussi utilisées dans le kayamb ou "caïambe", instrument de musique rectangulaire fait de bambou creux, qu'on remue des mains pour avoir la "grainée" sonore de la danse maloya.
Chapelets et bijoux
Les graines sont utilisées entre autres pour la fabrication de chapelets, usage à l'origine du nom vernaculaire « haricot paternoster », de bijoux ou d'objets rituels. Si porter de tels bijoux ne présente normalement aucun danger, il est toutefois vivement recommandé de s'abstenir de les mettre en bouche ou de les donner à de jeunes enfants. En mars 2012, des bracelets de graines vendus au Royaume-Uni ont été retirés du marché après que des personnes ont présenté des symptômes d'empoisonnement.